# Anna Schytt
Anna Nora Charlotta Valtersdotter Schytt, född 3 december 1960, är en svensk geolog och vetenskapsjournalist.

## Biografi
Anna Schytt blev 2001 chef för vetenskapsredaktionen på Sveriges Television.
Hon är dotter till glaciologen Valter Schytt och är gift med glaciologen Per Holmlund.

## Utmärkelser
- Anna Schytt utnämndes 2004 till hedersdoktor vid Stockholms universitet[4]
- Anna Schytt tilldelades Alf Henrikson-priset 2014.[5]